# Magnolia cavaleriei
Magnolia cavaleriei este o specie de plante din genul Magnolia, familia Magnoliaceae. A fost descrisă pentru prima dată de Achille Eugène Finet și François Gagnepain, și a primit numele actual de la Richard B. Figlar.

## Subspecii
Această specie cuprinde următoarele subspecii:
- M. c. cavaleriei
- M. c. platypetala